# Фелипе Фелисио
Фелипе Фелисио Силва Рейс (порт. Felipe Felicio Silva Reis; 6 ноября 2002, Белу-Оризонти) — бразильский футболист, нападающий клуба «Левадия».

## Биография
Воспитанник клуба «Атлетико Минейро». В основном составе клуба дебютировал 24 января 2019 года в матче чемпионата Минейро против «Томбенсе» (0:1), заменив на 61-й минуте Алеррандро. В 2019 году провёл один официальный матч за клуб, в 2020 году — ни одного. В 2021 году сыграл 5 матчей в Серии А, во всех из них выходил на замены, а его клуб завоевал чемпионский титул. Также становился чемпионом штата Минейро в 2021 году (4 матча) и 2022 году (2 матча).
В декабре 2022 года перешёл на правах аренды в эстонский клуб «Левадия» (Таллин) на один сезон с правом продления ещё на сезон. Дебютировал в чемпионате Эстонии 5 марта 2023 года в матче против «Вапруса», а первый гол забил 2 апреля 2023 года в ворота «Курессааре». 16 августа 2023 года стал автором хет-трика в матче Кубка Эстонии против «Калева» (Тарту), а 19 июня 2024 года впервые сделал хет-трик в высшем дивизионе в игре против «Нымме Юнайтед». Вместе с «Левадией» стал вице-чемпионом (2023) и обладателем Кубка Эстонии (2023/24), выступал в еврокубках.
Вызывался в юниорскую сборную Бразилии (до 17 лет), но не играл в официальных матчах.